# Нуэва-Пас
Нуэ́ва-Пас (исп. Nueva Paz) — муниципалитет и город в провинции Маябеке на Кубе. Город основан в 1802 году.
Площадь муниципалитета составляет 515 км². Численность населения муниципалитета в 2004 году — 24 277 человек, а плотность — 47,1 чел./км².
Муниципалитет поделён на районы: Багаэс, Сьюдад, Хагва, Наварра, Палос, Сан-Луис, Вегас и Яя.

## Демография
Численность населения муниципалитета — 24 277 человек (по состоянию на 2004 год).